# Collegio uninominale Toscana - 01 (Senato della Repubblica 2017)
Il collegio elettorale uninominale Toscana - 01 è stato un collegio elettorale uninominale della Repubblica Italiana per l'elezione del Senato tra il 2017 ed il 2022.

## Territorio
Come previsto dalla legge elettorale italiana del 2017, il collegio era stato definito tramite decreto legislativo all'interno della circoscrizione Toscana.
Era formato dal territorio di 5 comuni: Firenze, Impruneta, Lastra a Signa, Scandicci, Signa.
Il collegio era parte del collegio plurinominale Toscana - 01.

## Eletti
In corsivo sono indicati cambiamenti intercorsi non in corrispondenza di elezioni. 
| Elezione | Elezione | Senatore     | Partito             |
| -------- | -------- | ------------ | ------------------- |
|          | 2018     | Matteo Renzi | Partito Democratico |
|          | 2019     | Matteo Renzi | Italia Viva         |

## Dati elettorali

### XVIII legislatura
Come previsto dalla legge elettorale, 116 senatori erano eletti con sistema a maggioranza relativa in altrettanti collegi uninominali a turno unico.
| Candidati              | Candidati               | Voti    | %     | Liste                           | Voti    | %     |
| ---------------------- | ----------------------- | ------- | ----- | ------------------------------- | ------- | ----- |
|                        | Matteo Renzi ✔️ Eletto  | 109 830 | 43,90 | Partito Democratico             | 94 646  | 37,83 |
| +Europa                | Matteo Renzi ✔️ Eletto  | 109 830 | 43,90 | 11 999                          | 4,80    |       |
| Italia Europa Insieme  | Matteo Renzi ✔️ Eletto  | 109 830 | 43,90 | 1 880                           | 0,75    |       |
| Civica Popolare        | Matteo Renzi ✔️ Eletto  | 109 830 | 43,90 | 1 305                           | 0,52    |       |
|                        | Alberto Bagnai          | 61 642  | 24,64 | Lega                            | 29 944  | 11,97 |
| Forza Italia           | Alberto Bagnai          | 61 642  | 24,64 | 19 785                          | 7,91    |       |
| Fratelli d'Italia      | Alberto Bagnai          | 61 642  | 24,64 | 10 514                          | 4,20    |       |
| Noi con l'Italia - UDC | Alberto Bagnai          | 61 642  | 24,64 | 1 399                           | 0,56    |       |
|                        | Nicola Cecchi           | 49 925  | 19,95 | Movimento 5 Stelle              | 49 925  | 19,95 |
|                        | Alessia Petraglia       | 16 549  | 6,61  | Sinistra Italiana               | 16 549  | 6,61  |
|                        | Miriam Amato            | 6 386   | 2,55  | Potere al Popolo!               | 6 386   | 2,55  |
|                        | Sergio Baracchi         | 2 057   | 0,82  | Partito Comunista               | 2 057   | 0,82  |
|                        | Massimiliamo Bartolozzi | 1 493   | 0,60  | CasaPound                       | 1 493   | 0,60  |
|                        | Katuscia Biondi         | 1 128   | 0,45  | Il Popolo della Famiglia        | 1 128   | 0,45  |
|                        | Umberto Caramia         | 753     | 0,30  | Italia agli Italiani            | 753     | 0,30  |
|                        | Claudio Ciarpaglini     | 431     | 0,17  | Per una Sinistra Rivoluzionaria | 431     | 0,17  |
| Totale                 | Totale                  | 250 194 | 100   |                                 | 250 194 | 100   |
|                        |                         |         |       |                                 |         |       |
| Voti non validi        | Voti non validi         | 6 685   | 2,60  |                                 |         |       |
| Votanti                | Votanti                 | 256 879 | 78,59 |                                 |         |       |
| Elettori               | Elettori                | 326 860 |       |                                 |         |       |